# Imphal

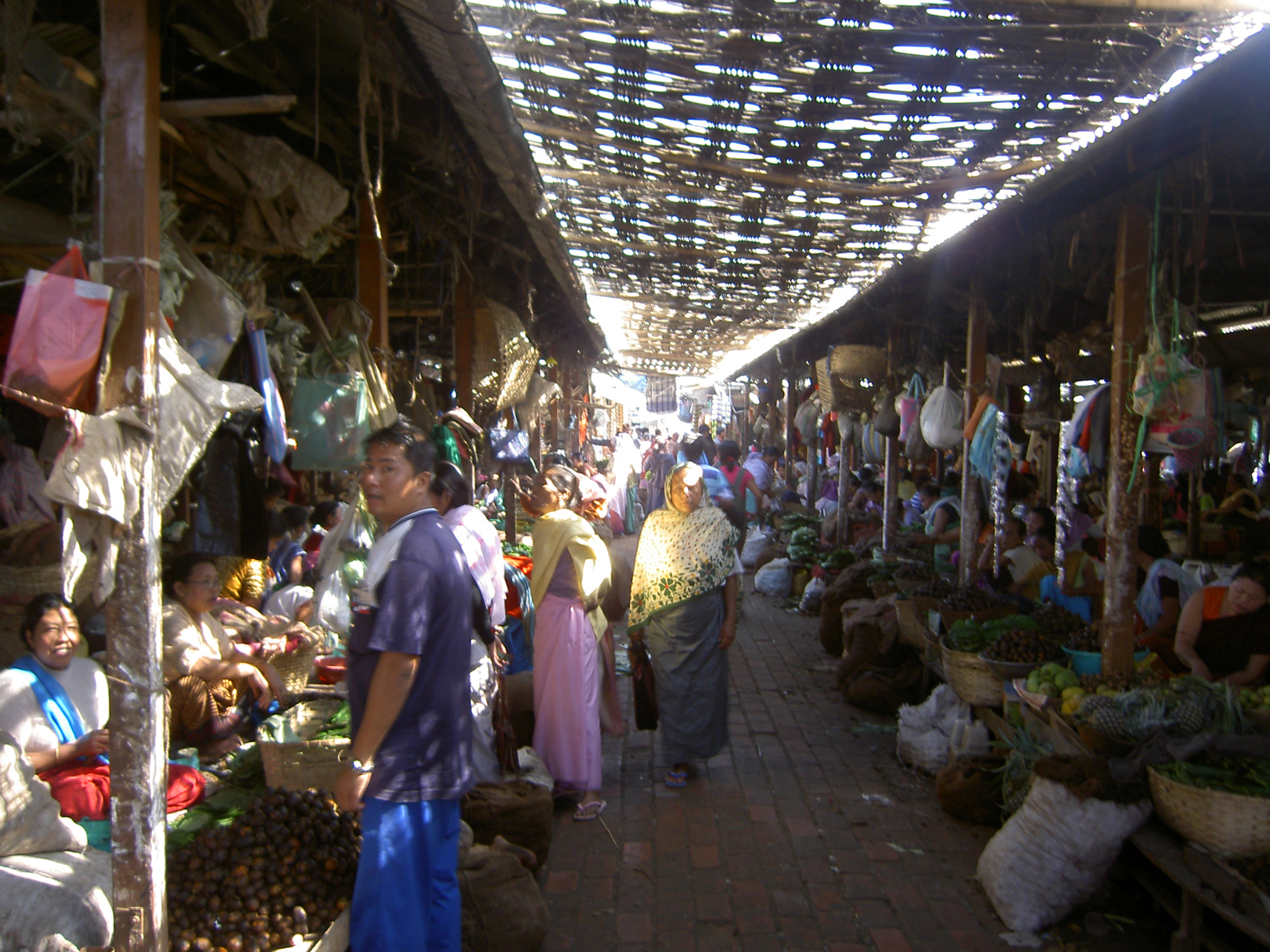
mercat de dones

Imphal és una ciutat i municipalitat de l'Índia, capital de l'estat de Manipur i fins al 18 de juny de 1997 també del districte d'Imphal. Està situada a la convergencia de tres rius, a 24° 49′ N, 93° 57′ E / 24.82°N,93.95°E i a una altitud de 786 metres. La població al cens del 2001 era de 217.275 habitants (67.093 habitants el 1901). Els rius principals de la vall d'Imphal són el Imphal, el Iril, el Sekmai, el Thoubal i el Khuga.
Al centre de la ciutat hi ha el palau de Kangla amb fortalesa, que fou residència dels sobirans i després quarters dels Assam Rifles fins que el novembre de 2004 fou retornat a l'estat de Manipur. També té el camp de polo més antic del món. El Museu de l'estat de Manipur té una gran col·lecció de tota mena d'objectes i pintures de la història del país. El mercat de Khwairamband Bazar (Ima Keithel) és l'únic mercat del món on totes les parades estan dirigides per dones.

## Història
Antiga seu dels rages de Manipur, la seva història és la del país. El 1891 una revolució va enderrocar al raja Kulachandra que va fugir i el comissionat en cap Mr. Quinton, va acudir per restaurar l'orde i detenir al ministre (senapati) instigador de la revolta; el senapati va declinar obeir les ordes del comissionat i es van enviar tropes per detenir-lo però aquestes foren atacades; la lluita va durar tot el dia pels carrers d'Imphal fins al capvespre quan es va acordar una treva; el comissionat i quatre oficials van entrar a la fortalesa del raja sota salva conducte però els manipuris van trencar l'acord i van executar (decapitar) públicament al comissionat i als tres oficials que l'acompanyaven (el quart, l'agent polític a l'estat, va ser respectat). El fort fou atacat i els defensor es van retirar cap a Cachar,; unes setmanes després tres columnes britàniques tornaven a Imphal i ocupaven la ciutat i el fort. L'antic raja no fou restaurat i fou instal·lat en el tron Churachandra Singh d'una branca col·lateral.
La batalla d'Imphal el 1944 (març a juliol), amb la simultània de Kohima, va ser la primera en què els japonesos van haver de recular. El 18 de juny de 1997 va perdre la capitalitat de districte. El 21 d'octubre de 2008 es van produir una sèrie d'explosions causades pels combatents nacionalistes.

## Llocs interessants
- A la rodalia de la ciutat hi ha Wangkhei amb el temple de Shri Govinda Jee
- Cementiris de guerra amb soldats indis i britànics
- Mercat de dones d'Ima Keithel (ima = mama)
- Jardins zoològics
- Museu de l'estat de Manipur
- Aeroport d'Imphal